# Droga krajowa nr 81 (Polska)
Droga krajowa nr 81 – droga krajowa klasy GP o długości ok. 60 km, prowadząca z Katowic od węzła Katowice Giszowiec z drogą krajową nr 86 do skrzyżowania z drogą ekspresową S52 w Harbutowicach koło Skoczowa. Trasa w prawie całości dwujezdniowa czteropasmowa prócz fragmentu w Ochojcu. W granicach Żor (ok. 6 km) ma nawierzchnię betonową. Kontynuacją arterii w kierunku Ustronia i Wisły jest droga wojewódzka nr 941. Droga krajowa nazywana jest wiślanką. Od 1 lipca 2011 roku do 30 września 2021 roku droga była płatna w elektronicznym systemie viaTOLL za przejazd autobusów oraz pojazdów o dopuszczalnej masie całkowitej powyżej 3,5 tony (z wyjątkiem odcinków w Katowicach i Żorach). 1 października 2021 r. viaTOLL został zastąpiony przez nowy system e-TOLL.

## Dopuszczalny nacisk na oś
Od 13 marca 2021 roku na drodze dozwolony jest ruch pojazdów o nacisku pojedynczej osi napędowej do 11,5 tony.

### Do 13 marca 2021 r.
We wcześniejszych latach droga krajowa nr 81 była objęta ograniczeniami dopuszczalnego nacisku na oś:
| Znak  | Dopuszczalny nacisk | Lata obowiązywania | Odcinek                                                       |
| ----- | ------------------- | ------------------ | ------------------------------------------------------------- |
| [ a ] | do 10 ton           | 2003–2010          | Katowice – Mikołów – Żory – Skoczów                           |
| [ a ] | do 10 ton           | 2010–2015          | Katowice 86 – Mikołów – Żory – Skoczów 1                      |
| [ a ] | do 10 ton           | 2015–2017          | Katowice 86 – Mikołów – Żory – Skoczów (S1, węzeł „Skoczów”)  |
| [ a ] | do 10 ton           | 2017–2021          | Katowice 86 – Mikołów – Żory – Skoczów (S52, węzeł „Skoczów”) |

## Historia numeracji
Na przestrzeni lat trasa posiadała różne oznaczenia i kategorie/klasyfikacje:

| Numer | Numer | Klasyfikacja                                                                  | Przebieg                                              | Lata obowiązywania                                    | Źródło | Uwagi |
| ----- | ----- | ----------------------------------------------------------------------------- | ----------------------------------------------------- | ----------------------------------------------------- | --- | --- |
| 16    | E16   | • Droga państwowa, droga międzynarodowa: do 1985 • Droga krajowa: od 1 X 1985 | Katowice – Mikołów – Łaziska Górne – Żory – Pawłowice | - krajowa: 1952? – 1986 - międzynarodowa: 1962 – 1985 | - Atlas samochodowy Polski 1:500 000. Wyd. IV. Warszawa: Państwowe Przedsiębiorstwo Wydawnictw Kartograficznych, 1965. Brak numerów stron w książce - Samochodowy atlas Polski 1:500 000. Wyd. V. Warszawa: Państwowe Przedsiębiorstwo Wydawnictw Kartograficznych, 1979. ISBN 83-7000-017-7. Brak numerów stron w książce - Samochodowy atlas Polski 1:500 000. Wyd. VI. Warszawa: Państwowe Przedsiębiorstwo Wydawnictw Kartograficznych, 1980. Brak numerów stron w książce - Samochodowy atlas Polski 1:500 000. Wyd. IX. Warszawa: Państwowe Przedsiębiorstwo Wydawnictw Kartograficznych, 1984. Brak numerów stron w książce - Samochodowy atlas Polski 1:500 000. Wyd. IX. Warszawa: Państwowe Przedsiębiorstwo Wydawnictw Kartograficznych, 1985. Brak numerów stron w książce    | 30 września 1985 r., na mocy Ustawy z dnia 21 marca 1985 r. o drogach publicznych (Dz.U. z 1985 r. nr 14, poz. 60), wprowadzono kategorię drogi krajowej |
| ?     | ?     | • Droga państwowa: do 1985 • Droga krajowa: od 1 X 1985                       | Pawłowice – Skoczów                                   | 1952 (?) – 1986                                       | - Atlas samochodowy Polski 1:500 000. Wyd. IV. Warszawa: Państwowe Przedsiębiorstwo Wydawnictw Kartograficznych, 1965. Brak numerów stron w książce - Samochodowy atlas Polski 1:500 000. Wyd. V. Warszawa: Państwowe Przedsiębiorstwo Wydawnictw Kartograficznych, 1979. ISBN 83-7000-017-7. Brak numerów stron w książce - Samochodowy atlas Polski 1:500 000. Wyd. VI. Warszawa: Państwowe Przedsiębiorstwo Wydawnictw Kartograficznych, 1980. Brak numerów stron w książce - Samochodowy atlas Polski 1:500 000. Wyd. IX. Warszawa: Państwowe Przedsiębiorstwo Wydawnictw Kartograficznych, 1984. Brak numerów stron w książce - Samochodowy atlas Polski 1:500 000. Wyd. IX. Warszawa: Państwowe Przedsiębiorstwo Wydawnictw Kartograficznych, 1985. Brak numerów stron w książce    | nieznana numeracja przed 1986 rokiem |
| 93    | 93    | Droga krajowa                                                                 | Katowice – Mikołów – Żory – Skoczów                   | 14 II 1986 – 2000                                     | - Uchwała nr 192 Rady Ministrów z dnia 2 grudnia 1985 r. w sprawie zaliczenia dróg do kategorii dróg krajowych (M.P. z 1986 r. nr 3, poz. 16) - Mapa samochodowa Polski 1:700 000. Wyd. 1. Szczecin: Wydawnictwo Kartograficzne KOMPAS, 1996/1997. ISBN 83-904373-2-5. Brak numerów stron w książce - Mapa samochodowa Polski 1:700 000. Wyd. II zmienione i poprawione. Szczecin: Wydawnictwo Kartograficzne KOMPAS, 1997/1998. ISBN 83-904373-3-3. Brak numerów stron w książce - Rozporządzenie Rady Ministrów z dnia 15 grudnia 1998 r. w sprawie ustalenia wykazu dróg krajowych i wojewódzkich (Dz.U. z 1998 r. nr 160, poz. 1071) | |
| 81    | 81    | Droga krajowa                                                                 | Katowice – Mikołów – Żory – Skoczów                   | od 2000                                               | - Zarządzenie nr 6 Generalnego Dyrektora Dróg Publicznych z dnia 9 maja 2000 r. w sprawie nowych numerów dróg krajowych [online], Rzeczpospolita, 4 lipca 2000. - POLSKA Atlas drogowy 1:200 000. Mapy Ścienne Beata Piętka, 2000. Brak numerów stron w książce - Mapa samochodowa Polski 1:700 000. Wyd. XII zmienione, poprawione i uaktualnione. Szczecin: Wydawnictwo Kartograficzne KOMPAS, 2004/2005. ISBN 83-904373-7-6. Brak numerów stron w książce - Mapa samochodowa Polski 1:700 000. Wyd. XIV zmienione, poprawione i uaktualnione. Szczecin: Wydawnictwo Kartograficzne KOMPAS, 2005/2006. ISBN 83-904373-7-6. Brak numerów stron w książce - Mapa samochodowa Polski 1:700 000. Wyd. XXVII. Dom Wydawniczy PWN, 2016. ISBN 978-83-7705-942-5. Brak numerów stron w książce | informacje dla ruchu ciężkiego |

## Miejscowości leżące na trasie 81
- Katowice (DK86)
- Mikołów (DK44, DW927)
- Łaziska Górne
- Orzesze (DW926)
- Żory (DW935, DW932)
- Warszowice
- Pawłowice (DW933, DW938)
- Zbytków (DW939)
- Bąków
- Drogomyśl
- Ochaby
- Wiślica
- Skoczów
- Harbutowice (S52, DW941)